# Mapo (agrume)
Pour les articles homonymes, voir Mapo.
Hybride
Parent A de l'hybridation 
  Citrus deliciosa  var Avana 
×

Parent B de l'hybridation 
  Citrus paradisi  var Duncan 
Classification phylogénétique
Mapo est un tangelo obtenu par Centre de Recherches Agrumes et Cultures Méditerranéennes d'Acireale. Le fruit doux-acide est largement produit et consommé? on en fait une liqueur: le Mapo-Mapo.

## Dénomination
Mapo (nom masculin) provient des initiales de l'italien MAndarino et de POmpelmo. Le géniteur mandarine est le cultivar Avana et le pamplemousse (C. x paradisi) Duncan. Avana est une mandarine italienne cultivée en Sicile (1810) hâtive (récolte en octobre) et Duncan le plus ancien grapefruit cultivé en Floride (vers 1892) considéré comme le meilleur des C. paradisi.
Citrus x tangelo est accepté.
A rapprocher de Lipo Limone (citron en italien) et pompelmo.

## Histoire
Il a été obtenu en 1950 au Centro di ricerca Olivicoltura, Frutticoltura e Agrumicoltura di Acireale. En 1972, Russo et al. le mentionnent dans New promising mandarin and mandarin hybrids. Il est largement cultivé en Italie (1991) où il est apprécié pour sa précocité, son jus abondant et son goût, il a été adopté aux États-Unis, en Australie, en Espagne et en Chine. Camille Jacquemond et al. (2013) écrivent que Mapo est un des rares tangelo avec Nova, Orlando et Fortune à avoir trouvé un débouché commercial important.

## Description
L'arbre en moyen, le fruit précoce et juteux (la Gazzetta Ufficiale della Repibblica Italiana écrit que le tangelo Mapo mûrit dans les dix premiers jours d'octobre et est adapté à la production de jus), la peau fine encore verte verte en début de saison. Il est gros comme un petit pamplemousse. La pulpe est jaune-orangé, le goût évoque le C. paradis avec une pointe d'acidité et d'amertume aux côtés d'une note de mandarine. Le fruit a des graines.
Il a toujours en Italie une connotation exotique.

### Culture
La production de Molise est connue. La plante est sensible à la xyloporosis-cachaxie qui provoque son dépérissement

### Utilisation
On en fait des pâtisseries, tartes, cakes, une sorte de baba trempé dans la liqueur de Mapo (mapopan), des bonbons et toutes les déclinaisons du fruit frais se rencontrent, salades, sorbets, marmelades, gelées, dans les marinades. 
La liqueur Mapo-mapo est une infusion hydroalcoolique sucrée de fruits et de jus de Mapo produite par Barbero (groupe Campari) de couleur rosée qui se boit très fraiche.
Comme les C. paradisi, Mapo peut interférer avec l'apport de molécules métabolisées par le CYP3A4.